# Kalle Kiiskinen
Kalle Markus Kiiskinen (Hyvinkää, 6 settembre 1975) è un giocatore di curling finlandese.

## Biografia
Partecipò all'età di 30 anni ai XX Giochi olimpici invernali edizione disputata a Torino, (Italia) nel febbraio del 2006, riuscendo ad ottenere la medaglia d'argento nella squadra finlandese con i connazionali Wille Mäkelä, Markku Uusipaavalniemi, Teemu Salo e Jani Sullanmaa.
Nell'edizione la nazionale canadese  ottenne la medaglia d'oro, la statunitense quella di bronzo.